# Esan FC
El Esan FC es un equipo de fútbol de Nigeria que juega en la Liga Amateur de Nigeria, la cuarta liga de fútbol más importante del país.

## Historia
Fue fundado en el año 1984 en la ciudad de Benin City por Patrick Osakwe, en ese entonces senador del Estado de Delta, con el nombre Flash Flamingoes, teniendo otros cambios de nombre en su historia, los cuales han sido:
- Flash Flamingoes (1984-88)
- Bendel United (1988-2006)
- Esan FC (2006-)

Históricamente han estado a la sombra de los 2 equipos importantes de Benin City, el Bendel Insurance y el New Nigeria Bank FC, logrando su primera temporada en la Liga Premier de Nigeria en 1985.
Tras quedar subcampeón de la Copa de Nigeria en 1988 cambiaron su nombre a Bendel United por mandato del gobernador del Estado de Bendel Tunde Ogbeha, temporada en la que quedaron en 4.º lugar en la máxima categoría y llegaron a la final de la Recopa Africana 1989, siendo derrotados por el Al-Merreikh Omdurmán de Sudán.
Descendieron en la temporada 1992 a la Liga Nacional de Nigeria, en la que estuvieron 3 años hasta su descenso al tercer nivel. Jugaron en la Segunda División en 1997 pero descendieron del nivel profesional en el 2005, y un año más tarde cambiaron su nombre al actual por order de su nuevo dueño, el controvertido Igbinowahia Ekhosuehi.

## Palmarés
- Copa de Nigeria: 0
  - Finalista: 1

1988

## Participación en competiciones de la CAF
| Temporada | Torneo          | Ronda            | Club               | Casa | Visita | Global |
| --------- | --------------- | ---------------- | ------------------ | ---- | ------ | ------ |
| 1989      | Recopa Africana | 1                | Diamond Stars FC   | 2-0  | 0-0    | 2-0    |
| 1989      | Recopa Africana | 2                | ASF Bobo-Dioulasso | 2-0  | 3-1    | 5-1    |
| 1989      | Recopa Africana | Cuartos de final | AS Kalamu          | 2-0  | 1-0    | 3-0    |
| 1989      | Recopa Africana | Semifinales      | FC BFV             | 4-1  | 0-0    | 4-1    |
| 1989      | Recopa Africana | Final            | Al-Merrikh SC      | 0-0  | 0-1    | 0-1    |

## Jugadores

### Jugadores destacados
| - Samson Siasia 1985-1986 - Michael Obiku 1986–1987 - Uche Okechukwu 1987 - Ndubuisi Okosieme - Victor Igbinoba - Daddy Soccer - Michael Odu - Titus Mba - Osaro Obobaifo - Azuka Asomugha | - Etim Esin - Congo Mataj - Waidi Akanni - Benedict Iroha - Gregory Ikenoba - Hilary Adike - Festus Agu 1990-1991 - Muisi Ajao 1994 - Joseph Akpala 2003–2005 - Solomon Okpako 2005 |